# الصراح (فرع العدين)

تعديل مصدري - تعديل

الصراح محلة تابعة لقرية الميثانة، التابعة لعزلة المسيل بمديرية فرع العدين إحدى مديريات محافظة إب في الجمهورية اليمنية، بلغ تعداد سكانها 73 حسب تعداد اليمن لعام 2004.